# Coulouvray-Boisbenâtre
Coulouvray-Boisbenâtre är en kommun i departementet Manche i regionen Normandie i norra Frankrike. Kommunen ligger i kantonen Saint-Pois som tillhör arrondissementet Avranches. År 2022 hade Coulouvray-Boisbenâtre 529 invånare.

## Befolkningsutveckling
Antalet invånare i kommunen Coulouvray-Boisbenâtre
| Referens: INSEE |